# Csehszlovákia az 1980. évi nyári olimpiai játékokon
Csehszlovákia a szovjetunióbeli Moszkvában megrendezett 1980. évi nyári olimpiai játékok egyik részt vevő nemzete volt. Az országot az olimpián 21 sportágban 209 sportoló képviselte, akik összesen 14 érmet szereztek.

## Érmesek
| Érem  | Versenyző | Sportág      | Versenyszám                |
| ----- | --- | ------------ | -------------------------- |
| Arany | Nemzeti válogatott Stanislav Seman Luděk Macela Josef Mazura Libor Radimec Zdeněk Rygel Oldřich Rott Lubomír Pokluda Petr Němec František Štambachr Jan Berger Ladislav Vízek Jindřich Svoboda Verner Lička Rostislav Václavíček Zdeněk Šreiner František Kunzo                      | Labdarúgás   | Férfi                      |
| Arany | Ota Zaremba | Súlyemelés   | 100 kg                     |
| Ezüst | Bugár Imre | Atlétika     | Férfi diszkoszvetés        |
| Ezüst | Jarmila Kratochvílová | Atlétika     | Női 400 m                  |
| Ezüst | Nemzeti válogatott Jarmila Králíčková Berta Hrubá Iveta Šranková Lenka Vymazalová Jiřina Křížová Jiřina Kadlecová Jiřina Čermáková Marta Urbanová Květoslava Petříčková Marie Sýkorová Ida Hubáčková Milada Blažková Jana Lahodová Alena Kyselicová Jiřina Hájková Viera Podhányiová | Gyeplabda    | Női                        |
| Bronz | Dan Karabin | Birkózás     | Szabadfogás, 74 kg         |
| Bronz | Július Strnisko | Birkózás     | Szabadfogás, 100 kg        |
| Bronz | Vladimír Kocman | Cselgáncs    | Férfi nehézsúly            |
| Bronz | Zdeněk Pecka Václav Vochoska | Evezés       | Férfi kétpárevezős         |
| Bronz | Michal Klasa Vlastibor Konečný Alipi Kostadinov Jiří Škoda | Kerékpározás | Férfi csapat időfutam      |
| Bronz | Teodor Černý Martin Penc Jiří Pokorný Igor Sláma | Kerékpározás | Férfi csapat üldözőverseny |
| Bronz | Ján Franek | Ökölvívás    | Nagyváltósúly              |
| Bronz | Dušan Poliačik | Súlyemelés   | 82,5 kg                    |
| Bronz | Jiří Tabák | Torna        | Férfi gyűrű                |

## Atlétika
Férfi
| Versenyző              | Versenyszám     | Előfutam      | Előfutam      | Előfutam      | Negyeddöntő | Negyeddöntő | Negyeddöntő | Elődöntő | Elődöntő | Elődöntő | Döntő         | Döntő         |
| Versenyző              | Versenyszám     | Idő           | Hely.         | Össz.         | Idő         | Hely.       | Össz.       | Idő      | Hely.    | Össz.    | Idő           | Helyezés      |
| ---------------------- | --------------- | ------------- | ------------- | ------------- | ----------- | ----------- | ----------- | -------- | -------- | -------- | ------------- | ------------- |
| František Břečka       | 200 m           | 21,49         | 2.            | 20.*          | 21,47       | 7.          | 29.         | kiesett  | kiesett  | kiesett  | kiesett       | kiesett       |
| Karel Kolář            | 400 m           | 47,26         | 2.            | 15.           | 46,27       | 3.          | 14.         | 46,11    | 8.       | 13.      | kiesett       | kiesett       |
| Jozef Plachý           | 1500 m          | 3:44,39       | 3.            | 20.*          |             |             |             | 3:40,37  | 5.       | 5.       | 3:40,66       | 6.            |
| Jiří Sýkora            | 5000 m          | 13:43,04      | 6.            | 4.            |             |             |             | 13:30,97 | 7.       | 7.       | 13:25,0       | 9.            |
| Jiří Sýkora            | 10 000 m        | 29:19,8       | 7.            | 17.           |             |             |             |          |          |          | kiesett       | kiesett       |
| Josef Jánský           | Maraton         |               |               |               |             |             |             |          |          |          | nem ért célba | nem ért célba |
| Vlastimil Zwiefelhofer | Maraton         |               |               |               |             |             |             |          |          |          | nem ért célba | nem ért célba |
| Július Ivan            | 110 m gát       | nem ért célba | nem ért célba | nem ért célba | kiesett     | kiesett     | kiesett     | kiesett  | kiesett  | kiesett  | kiesett       | kiesett       |
| Dušan Moravčík         | 3000 m akadály  | 8:33,31       | 2.            | 10.           |             |             |             | 8:28,00  | 6.       | 12.      | 8:29,03       | 10.           |
| Pavol Blažek           | 50 km gyaloglás |               |               |               |             |             |             |          |          |          | 4:16:26       | 10.           |
| Pavol Blažek           | 20 km gyaloglás |               |               |               |             |             |             |          |          |          | 1:35:30,8     | 14.           |
| Jozef Pribilinec       | 20 km gyaloglás |               |               |               |             |             |             |          |          |          | 1:42:52,4     | 20.           |
| Juraj Benčík           | 20 km gyaloglás |               |               |               |             |             |             |          |          |          | kizárták      | kizárták      |
| Juraj Benčík           | 50 km gyaloglás |               |               |               |             |             |             |          |          |          | 4:27:39       | 13.           |
| Jaromír Vaňous         | 50 km gyaloglás |               |               |               |             |             |             |          |          |          | kizárták      | kizárták      |

| Versenyző    | Versenyszám   | Selejtező | Selejtező | Döntő    | Döntő    |
| Versenyző    | Versenyszám   | Eredmény  | Helyezés  | Eredmény | Helyezés |
| ------------ | ------------- | --------- | --------- | -------- | -------- |
| Jan Leitner  | Távolugrás    | 768 cm    | 18.       | kiesett  | kiesett  |
| Jaromír Vlk  | Súlylökés     | 19,69 m   | 10.       | 20,24 m  | 7.       |
| Bugár Imre   | Diszkoszvetés | 65,08 m   | 1.        | 66,38 m  |          |
| Jiří Chamrád | Kalapácsvetés | 69,38 m   | 12.       | 68,16 m  | 12.      |

Női
| Versenyző             | Versenyszám | Előfutam | Előfutam | Előfutam | Elődöntő | Elődöntő | Elődöntő | Döntő | Döntő    |
| Versenyző             | Versenyszám | Idő      | Hely.    | Össz.    | Idő      | Hely.    | Össz.    | Idő   | Helyezés |
| --------------------- | ----------- | -------- | -------- | -------- | -------- | -------- | -------- | ----- | -------- |
| Jarmila Kratochvílová | 400 m       | 51,04    | 1.       | 1.       | 50,79    | 3.       | 4.       | 49,46 |          |

| Versenyző                | Versenyszám   | Selejtező | Selejtező | Döntő    | Döntő    |
| Versenyző                | Versenyszám   | Eredmény  | Helyezés  | Eredmény | Helyezés |
| ------------------------ | ------------- | --------- | --------- | -------- | -------- |
| Jarmila Nygrýnová        | Távolugrás    | 658 cm    | 6.*       | 683 cm   | 6.       |
| Zdeňka Bartoňová-Šilhavá | Súlylökés     |           |           | 18,40 m  | 10.      |
| Zdeňka Bartoňová-Šilhavá | Diszkoszvetés | 59,48 m   | 9.        | 57,78 m  | 11.      |

| Versenyző         | Versenyszám | 100 m gát | 100 m gát | Súlylökés | Súlylökés | Magasugrás | Magasugrás | Távolugrás | Távolugrás | 800 m  | 800 m | Végeredmény | Végeredmény |
| Versenyző         | Versenyszám | Idő       | Pont      | Eredmény  | Pont      | Eredmény   | Pont       | Eredmény   | Pont       | Idő    | Pont  | Pont        | Helyezés    |
| ----------------- | ----------- | --------- | --------- | --------- | --------- | ---------- | ---------- | ---------- | ---------- | ------ | ----- | ----------- | ----------- |
| Marcela Koblasová | Ötpróba     | 14,10     | 853       | 13,42 m   | 805       | 171 cm     | 945        | 615 cm     | 939        | 2:20,3 | 786   | 4328        | 11.         |

* - egy másik versenyzővel azonos eredményt ért el

## Birkózás
Kötöttfogású
| Versenyző       | Versenyszám | 1. forduló                              | 2. forduló                         | 3. forduló                         | 4. forduló                         | 5. forduló        | Döntő             | Helyezés |
| Versenyző       | Versenyszám | Ellenfél Eredmény                       | Ellenfél Eredmény                  | Ellenfél Eredmény                  | Ellenfél Eredmény                  | Ellenfél Eredmény | Ellenfél Eredmény | Helyezés |
| --------------- | ----------- | --------------------------------------- | ---------------------------------- | ---------------------------------- | ---------------------------------- | ----------------- | ----------------- | -------- |
| Antonín Jelínek | 52 kg       | Abdel Nasser El-Oulabi (SYR) · kizárták | Hazim Abdul Ridha (IRQ) · kizárták | Nicu Gingă (ROU) · kizárták        | Vahtang Blagidze (URS) · kétvállas |                   | kiesett           | 5.       |
| Josef Krysta    | 57 kg       | Józef Lipień (POL) · 5–11               | erőnyerő                           | Molnár Gyula (HUN) · kétvállas     | Samil Szerikov (URS) · kizárták    | kiesett           | kiesett           | 6.       |
| Michal Vejsada  | 62 kg       | erőnyerő                                | Radwan Karout (SYR) · kétvállas    | Borisz Kramarenko (URS) · kizárták | kiesett                            | kiesett           | kiesett           | 8.       |
| Vítězslav Mácha | 74 kg       | Jacques Van Lancker (BEL) · 8–6         | Lennart Lundell (SWE) · 3–3        | Anatolij Bikov (URS) · 2–4         | Janko Sopov (BUL) · 2–6            | kiesett           | kiesett           | 6.       |
| Miroslav Janota | 82 kg       | Mohamed El-Oulabi (SYR) · 11–13         | Toma Mihály (HUN) · kétvállas      | kiesett                            | kiesett                            |                   | kiesett           | 8.       |
| Oldřich Dvořák  | 100 kg      | Georgios Poikilidis (GRE) · kizárták    | erőnyerő                           | Georgi Rajkov (BUL) · kizárták     | kiesett                            |                   | kiesett           | 6.       |

Szabadfogású
| Versenyző       | Versenyszám | 1. forduló                     | 2. forduló                      | 3. forduló                             | 4. forduló                  | 5. forduló                      | 6. forduló                   | Döntő                                                                                        | Helyezés |
| Versenyző       | Versenyszám | Ellenfél Eredmény              | Ellenfél Eredmény               | Ellenfél Eredmény                      | Ellenfél Eredmény           | Ellenfél Eredmény               | Ellenfél Eredmény            | Ellenfél Eredmény                                                                            | Helyezés |
| --------------- | ----------- | ------------------------------ | ------------------------------- | -------------------------------------- | --------------------------- | ------------------------------- | ---------------------------- | -------------------------------------------------------------------------------------------- | -------- |
| Dan Karabin     | 74 kg       | Kiro Ristov (YUG) · 9–2        | Rudolf Marro (SUI) · kétvállas  | Fehér István (HUN) · feladta (sérülés) | Pavel Pinyigin (URS) · 1–11 | erőnyerő                        | Jamtsyn Davaajav (MGL) · 5–6 | Hozott eredmény · Jamtsyn Davaajav (MGL) · 5–6 · 1. mérkőzés · Valentin Rajcsev (BUL) · 6–10 |          |
| Július Strnisko | 100 kg      | Satpal Singh (IND) · kétvállas | Saleh El-Said (SYR) · kétvállas | Tomasz Busse (POL) · 6–10              | Vasile Puşcaşu (ROU) · 8–7  | Harald Büttner (GDR) · kizárták |                              | 1. mérkőzés · Szlavcso Cservenkov (BUL) · 3–11 · 2. mérkőzés · Ilja Matye (URS) · 3–15       |          |

## Cselgáncs
| Versenyző        | Versenyszám  | Csoport | 32-es főtábla              | Nyolcaddöntő                  | Negyeddöntő             | Elődöntő          | Vigaszág negyeddöntő        | Vigaszág elődöntő          | Bronz- mérkőzés          | Döntő             | Helyezés |
| Versenyző        | Versenyszám  | Csoport | Ellenfél Eredmény          | Ellenfél Eredmény             | Ellenfél Eredmény       | Ellenfél Eredmény | Ellenfél Eredmény           | Ellenfél Eredmény          | Ellenfél Eredmény        | Ellenfél Eredmény | Helyezés |
| ---------------- | ------------ | ------- | -------------------------- | ----------------------------- | ----------------------- | ----------------- | --------------------------- | -------------------------- | ------------------------ | ----------------- | -------- |
| Pavel Petřikov   | Légsúly      | B       | Ibrahim Camara (GUI) · GY  | Marcel Burkhard (SUI) · GY    | Thierry Rey (FRA) · V   |                   |                             | Reino Fagerlund (FIN) · GY | Arambij Jemizs (URS) · V |                   | 5.       |
| Jaroslav Kříž    | Harmatsúly   | A       | Alvaro Sanabria (CRC) · GY | Nyikolaj Szoloduhin (URS) · V |                         |                   | Héctor Rodríguez (CUB) · GY | Ilijan Nedkov (BUL) · V    | kiesett                  |                   | 7.       |
| Vladimír Bárta   | Váltósúly    | B       | Henry Sichalwe (ZAM) · GY  | Georgi Petrov (BUL) · V       | kiesett                 | kiesett           |                             |                            |                          |                   | 12.      |
| Jaroslav Nikodým | Félnehézsúly | B       | Mark Chittenden (GBR) · V  | kiesett                       | kiesett                 | kiesett           |                             |                            |                          |                   | 19.      |
| Vladimír Kocman  | Nehézsúly    | A       | erőnyerő                   | Peter Adelaar (NED) · GY      | Angelo Parisi (FRA) · V |                   |                             | Wojciech Reszko (POL) · GY | Paul Radburn (GBR) · GY  |                   |          |

## Evezés
Férfi
| Versenyző | Versenyszám              | Előfutam | Előfutam | Vigaszág | Vigaszág | Elődöntő | Elődöntő | Döntő | Döntő   | Döntő | Helyezés |
| Versenyző | Versenyszám              | Idő      | Hely.    | Idő      | Hely.    | Idő      | Hely.    | Típus | Idő     | Hely. | Helyezés |
| --- | ------------------------ | -------- | -------- | -------- | -------- | -------- | -------- | ----- | ------- | ----- | -------- |
| Vladek Lacina | Egypárevezős             | 7:53,24  | 3.       | erőnyerő | erőnyerő | 7:18,66  | 2.       | A     | 7:17,57 | 4.    | 4.       |
| Zdeněk Pecka Václav Vochoska                                                                                            | Kétpárevezős             | 7:16,02  | 4.       | 6:36,70  | 2.       |          |          | A     | 6:29,07 | 3.    |          |
| Miroslav Vraštil Miroslav Knapek                                                                                        | Kormányos nélküli kettes | 7:34,83  | 3.       | erőnyerő | erőnyerő | 6:56,70  | 3.       | A     | 7:01,54 | 5.    | 5.       |
| Josef Plamínek Milan Škopek Oldřich Hejdušek                                                                            | Kormányos kettes         | 7:47,71  | 5.       | 7:21,52  | 2.       |          |          | A     | 7:09,41 | 6.    | 6.       |
| Vojtěch Caska Jiří Prudil Josef Neštický Lubomír Zapletal                                                               | Kormányos nélküli négyes | 6:43,30  | 2.       | 6:18,49  | 2.       |          |          | A     | 6:18,63 | 4.    | 4.       |
| Pavel Konvička Martin Hladík Jan Kabrhel Milan Suchopár Antonín Barák                                                   | Kormányos négyes         | 7:06,38  | 6.       | 6:43,81  | 4.       |          |          | B     | 6:35,27 | 3.    | 9.       |
| Pavel Pevný Lubomír Janko Ctirad Jungmann Karel Neffe Karel Mejta, Jr. Dušan Vičík Milan Doleček Milan Kyselý Jiří Pták | Nyolcas                  | 6:01,68  | 2.       | 5:44,80  | 1.       |          |          | A     | 5:53,75 | 4.    | 4.       |

## Gyeplabda

### Női
| Csehszlovák női gyeplabdacsapat-játékoskeret                                                                                                   | Csehszlovák női gyeplabdacsapat-játékoskeret                                                                                                  |
| --- | --- |
| - Jarmila Králíčková - Berta Hrubá - Iveta Šranková - Lenka Vymazalová - Jiřina Křížová - Jiřina Kadlecová - Jiřina Čermáková - Marta Urbanová | - Květa Petříčková - Marie Sýkorová - Ida Hubáčková - Milada Blažková - Jana Lahodová - Alena Kyselicová - Jiřina Hájková - Viera Podhányiová |

#### Eredmények
Csoportkör
| 1980. július 25. 17:00 | Szovjetunió (URS) | 2–0 | Csehszlovákia (TCH) |  |
| 1980. július 25. 17:00 | (0–0)             |     |                     |  |

| 1980. július 27. 14:45 | Zimbabwe (ZIM) | 2–2 | Csehszlovákia (TCH) |  |
| 1980. július 27. 14:45 | (0–2)          |     |                     |  |

| 1980. július 28. 13:00 | Csehszlovákia (TCH) | 2–1 | India (IND) |  |
| 1980. július 28. 13:00 | (0–1)               |     |             |  |

| 1980. július 30. | Csehszlovákia (TCH) | 5–0 | Ausztria (AUT) |  |
| 1980. július 30. | (3–0)               |     |                |  |

| 1980. július 31. 10:00 | Csehszlovákia (TCH) | 1–0 | Lengyelország (POL) |  |
| 1980. július 31. 10:00 | (0–0)               |     |                     |  |

Végeredmény
| Helyezés | Csapat              | M | Gy | D | V | G+ | G– | Gk  | P |
| -------- | ------------------- | - | -- | - | - | -- | -- | --- | - |
| Arany    | Zimbabwe (ZIM)      | 5 | 3  | 2 | 0 | 13 | 4  | +9  | 8 |
| Ezüst    | Csehszlovákia (TCH) | 5 | 3  | 1 | 1 | 10 | 5  | +5  | 7 |
| Bronz    | Szovjetunió (URS)   | 5 | 3  | 0 | 2 | 11 | 5  | +6  | 6 |
| 4.       | India (IND)         | 5 | 2  | 1 | 2 | 9  | 6  | +3  | 5 |
| 5.       | Ausztria (AUT)      | 5 | 2  | 0 | 3 | 6  | 11 | –5  | 4 |
| 6.       | Lengyelország (POL) | 5 | 0  | 0 | 5 | 0  | 18 | –18 | 0 |

| Csapat              | Helyezés |
| ------------------- | -------- |
| Csehszlovákia (TCH) |          |

## Íjászat
| Versenyző         | Versenyszám  | 1. forduló | 1. forduló | 2. forduló | 2. forduló | Összesítés | Összesítés |
| Versenyző         | Versenyszám  | Pont       | Hely.      | Pont       | Hely.      | Pont       | Helyezés   |
| ----------------- | ------------ | ---------- | ---------- | ---------- | ---------- | ---------- | ---------- |
| František Hadaš   | Férfi egyéni | 1148       | 25.        | 1157       | 22.        | 2305       | 24.        |
| Zdenka Padevětová | Női egyéni   | 1206       | 4.         | 1199       | 5.         | 2405       | 4.         |
| Jitka Dolejší     | Női egyéni   | 1102       | 21.        | 1117       | 20.        | 2219       | 20.        |

## Kajak-kenu
Férfi
| Versenyző                    | Versenyszám         | Előfutam | Előfutam | Előfutam | Vigaszág | Vigaszág | Vigaszág | Elődöntő | Elődöntő | Elődöntő | Döntő   | Döntő    |
| Versenyző                    | Versenyszám         | Idő      | Hely.    | Össz.    | Idő      | Hely.    | Össz.    | Idő      | Hely.    | Össz.    | Idő     | Helyezés |
| ---------------------------- | ------------------- | -------- | -------- | -------- | -------- | -------- | -------- | -------- | -------- | -------- | ------- | -------- |
| Felix Masár                  | Kajak egyes 500 m   | 1:47,33  | 4.       | 11.      | 1:48,61  | 2.       | 6.       | 1:47,11  | 3.       | 9.       | 1:48,18 | 8.       |
| Felix Masár                  | Kajak egyes 1000 m  | 3:48,49  | 3.       | 9.       | erőnyerő | erőnyerő | erőnyerő | 3:53,13  | 2.       | 4.       | 3:52,10 | 6.       |
| Jiří Svoboda Vladimír Dolejš | Kajak kettes 500 m  | 1:36,29  | 3.       | 5.       | erőnyerő | erőnyerő | erőnyerő | 1:37,89  | 4.       | 11.      | kiesett | kiesett  |
| Jiří Svoboda Vladimír Dolejš | Kajak kettes 1000 m | 3:59,27  | 4.       | 15.      | 3:32,79  | 3.       | 3.       | 3:37,76  | 4.       | 9.       | kiesett | kiesett  |
| Radomír Blažík               | Kenu egyes 500 m    | 1:56,41  | 4.       | 7.       | 1:56,51  | 1.       | 1.       |          |          |          | 1:56,83 | 8.       |
| Libor Dvořák                 | Kenu egyes 1000 m   | 4:07,85  | 4.       | 8.       | 4:20,15  | 2.       | 2.       |          |          |          | 4:15,25 | 4.       |
| Petr Kubíček Jiří Vrdlovec   | Kenu kettes 500 m   | 1:46,75  | 2.       | 6.       | erőnyerő | erőnyerő | erőnyerő |          |          |          | 1:46,48 | 5.       |
| Petr Kubíček Jiří Vrdlovec   | Kenu kettes 1000 m  | 3:42,01  | 1.       | 3.       | erőnyerő | erőnyerő | erőnyerő |          |          |          | 3:52,50 | 5.       |

Női
| Versenyző                         | Versenyszám        | Előfutam | Előfutam | Előfutam | Vigaszág | Vigaszág | Vigaszág | Döntő   | Döntő    |
| Versenyző                         | Versenyszám        | Idő      | Hely.    | Össz.    | Idő      | Hely.    | Össz.    | Idő     | Helyezés |
| --------------------------------- | ------------------ | -------- | -------- | -------- | -------- | -------- | -------- | ------- | -------- |
| Jana Polakovičová                 | Kajak egyes 500 m  | 2:07,68  | 6.       | 11.      | 2:08,99  | 5.       | 5.       | kiesett | kiesett  |
| Jana Polakovičová Helena Vašáková | Kajak kettes 500 m | 1:59,83  | 6.       | 12.      | 1:57,34  | 6.       | 6.       | kiesett | kiesett  |

## Kerékpározás

### Országúti kerékpározás
Férfi
| Versenyző                                                  | Versenyszám     | Idő              | Helyezés      |
| ---------------------------------------------------------- | --------------- | ---------------- | ------------- |
| Jiří Škoda                                                 | Mezőnyverseny   | 4:57:18 (+8:49)  | 13.           |
| Vlastibor Konečný                                          | Mezőnyverseny   | 4:57:39 (+9:10)  | 17.           |
| Ladislav Ferebauer                                         | Mezőnyverseny   | 5:05:48 (+17:19) | 37.           |
| Michal Klasa                                               | Mezőnyverseny   | nem ért célba    | nem ért célba |
| Michal Klasa Vlastibor Konečný Alipi Kostadinov Jiří Škoda | Csapat időfutam | 2:02:53,89       |               |

### Pálya-kerékpározás
Sprintverseny
| Versenyző  | Versenyszám  | 1. forduló                     | 1. forduló | Vigaszág               | Vigaszág | Döntő                  | Döntő | 2. forduló                 | 2. forduló | Vigaszág             | Vigaszág | Nyolcaddöntő            | Nyolcaddöntő | Vigaszág               | Vigaszág | Döntő                | Döntő | Negyeddöntő                         | 5–8. helyért           | 5–8. helyért | Elődöntő                                | Döntő                                                | Helyezés |
| Versenyző  | Versenyszám  | Ellenfelek Győztes idő         | Hely       | Ellenfelek Győztes idő | Hely     | Ellenfelek Győztes idő | Hely  | Ellenfél Győztes idő       | Hely       | Ellenfél Győztes idő | Hely     | Ellenfelek Győztes idő  | Hely         | Ellenfelek Győztes idő | Hely     | Ellenfél Győztes idő | Hely  | Ellenfél Győztes idő                | Ellenfelek Győztes idő | Hely         | Ellenfél Győztes idő                    | Ellenfél Győztes idő                                 | Helyezés |
| ---------- | ------------ | ------------------------------ | ---------- | ---------------------- | -------- | ---------------------- | ----- | -------------------------- | ---------- | -------------------- | -------- | ----------------------- | ------------ | ---------------------- | -------- | -------------------- | ----- | ----------------------------------- | ---------------------- | ------------ | --------------------------------------- | ---------------------------------------------------- | -------- |
| Anton Tkáč | Férfi egyéni | Fawzi Abdussalam (LBA) · 10,86 | 1.         |                        |          |                        |       | Morcz László (HUN) · 11,23 | 1.         |                      |          | Lau Veldt (NED) · 11,19 | 1.           |                        |          |                      |       | Kenrick Tucker (AUS) · 10,94; 10,70 |                        |              | Yavé Cahard (FRA) · 11,25; 11,08; 10,66 | Bronzmérkőzés · Szergej Kopilov (URS) · 10,56; 10,47 | 4.       |

Időfutam
| Név        | Versenyszám  | Idő      | Helyezés |
| ---------- | ------------ | -------- | -------- |
| Petr Kocek | Férfi egyéni | 1:06,368 | 7.       |

Üldözőversenyek
| Versenyző                                        | Versenyszám  | Selejtező | Selejtező | Negyeddöntő                                                                                | Negyeddöntő | Elődöntő | Elődöntő  | Döntő | Döntő      | Helyezés |
| Versenyző                                        | Versenyszám  | Idő       | Hely.     | Ellenfél Idő                                                                               | Saját idő   | Ellenfél Idő | Saját idő | Ellenfél Idő | Saját idő  | Helyezés |
| ------------------------------------------------ | ------------ | --------- | --------- | ------------------------------------------------------------------------------------------ | ----------- | --- | --------- | --- | ---------- | -------- |
| Martin Penc                                      | Férfi egyéni | 4:48,15   | 8.        | Harald Wolf (GDR) · 4:37,18                                                                | 4:47,87     | kiesett | kiesett   | kiesett | kiesett    | 8.       |
| Teodor Černý Martin Penc Jiří Pokorný Igor Sláma | Férfi csapat | 4:19,56   | 4.        | Nagy-Britannia (GBR) · Tony Doyle · Malcolm Elliott · Glen Mitchell · Sean Yates · 4:23,45 | 4:18,48     | Szovjetunió (URS) · Viktor Manakov · Valerij Movcsan · Vlagyimir Oszokin · Vitalij Petrakov · Alekszandr Krasznov · 4:26,52 | 4:32,68   | Bronzmérkőzés · Olaszország (ITA) · Pierangelo Bincoletto · Guido Bontempi · Ivano Maffei · Silvestro Milani · lekörözték | idő nélkül |          |

## Kézilabda

### Női
| Csehszlovák női kézilabdacsapat-játékoskeret | Csehszlovák női kézilabdacsapat-játékoskeret                                                                           |
| --- | --- |
| - Alena Horalová - Daniela Trandžíková-Nováková - Elena Boledovičová - Elena Brezányová - Jana Kuťková - Jolana Némethová - Katarína Lamrichová | - Mária Končeková - Milena Foltýnová-Gschiessl - Petra Komínková - Priska Polačeková - Věra Datínská - Viola Pavlasová |

#### Eredmények
Csoportkör
| 1980. július 21. 18:30 | NDK (GDR) | 16–10 | Csehszlovákia (TCH) |  |
| 1980. július 21. 18:30 | (8–6)     |       |                     |  |
| 1980. július 21. 18:30 |           |       |                     |  |

| 1980. július 23. 17:00 | Szovjetunió (URS) | 17–7 | Csehszlovákia (TCH) |  |
| 1980. július 23. 17:00 | (8–4)             |      |                     |  |
| 1980. július 23. 17:00 |                   |      |                     |  |

| 1980. július 25. 20:00 | Csehszlovákia (TCH) | 15–25 | Jugoszlávia (YUG) |  |
| 1980. július 25. 20:00 | (7–13)              |       |                   |  |
| 1980. július 25. 20:00 |                     |       |                   |  |

| 1980. július 27. 18:30 | Csehszlovákia (TCH) | 23–10 | Kongói Népköztársaság (CGO) |  |
| 1980. július 27. 18:30 | (9–3)               |       |                             |  |
| 1980. július 27. 18:30 |                     |       |                             |  |

| 1980. július 29. 14:30 | Magyarország (HUN) | 10–10 | Csehszlovákia (TCH) |  |
| 1980. július 29. 14:30 | (3–6)              |       |                     |  |
| 1980. július 29. 14:30 |                    |       |                     |  |

Végeredmény
| Helyezés | Csapat                      | M | Gy | D | V | G+  | G–  | Gk   | P  |
| -------- | --------------------------- | - | -- | - | - | --- | --- | ---- | -- |
| Arany    | Szovjetunió (URS)           | 5 | 5  | 0 | 0 | 99  | 52  | +47  | 10 |
| Ezüst    | Jugoszlávia (YUG)           | 5 | 3  | 1 | 1 | 107 | 67  | +40  | 7  |
| Bronz    | NDK (GDR)                   | 5 | 3  | 1 | 1 | 91  | 58  | +33  | 7  |
| 4.       | Magyarország (HUN)          | 5 | 1  | 1 | 3 | 80  | 74  | +6   | 3  |
| 5.       | Csehszlovákia (TCH)         | 5 | 1  | 1 | 3 | 65  | 78  | –13  | 3  |
| 6.       | Kongói Népköztársaság (CGO) | 5 | 0  | 0 | 5 | 46  | 159 | –113 | 0  |

| Csapat              | Helyezés |
| ------------------- | -------- |
| Csehszlovákia (TCH) | 5.       |

## Kosárlabda

### Férfi
| Csehszlovák férfi kosárlabdacsapat-játékoskeret                                                    | Csehszlovák férfi kosárlabdacsapat-játékoskeret                                                    |
| -------------------------------------------------------------------------------------------------- | -------------------------------------------------------------------------------------------------- |
| - Dušan Žáček - Gustav Hraška - Jaroslav Skála - Jiří Pospíšil - Kamil Brabenec - Pavol Bojanovský | - Peter Rajniak - Stano Kropilák - Vlastibor Klimeš - Vlastimil Havlík - Zdeněk Douša - Zdeněk Kos |

#### Eredmények
Csoportkör
A csoport
| Csapat              | M | Gy | V | P+  | P–  | Pk   |
| ------------------- | - | -- | - | --- | --- | ---- |
| Szovjetunió (URS)   | 3 | 3  | 0 | 321 | 235 | +86  |
| Brazília (BRA)      | 3 | 2  | 1 | 297 | 235 | +62  |
| Csehszlovákia (TCH) | 3 | 1  | 2 | 285 | 236 | +49  |
| India (IND)         | 3 | 0  | 3 | 194 | 391 | –197 |

| 1980. július 20. | Brazília (BRA) | 72–70 | Csehszlovákia (TCH) |  |
| 1980. július 20. | (46–37)        |       |                     |  |

| 1980. július 21. | Csehszlovákia (TCH) | 133–65 | India (IND) |  |
| 1980. július 21. | (63–36)             |        |             |  |

| 1980. július 23. | Szovjetunió (URS) | 99–82 | Csehszlovákia (TCH) |  |
| 1980. július 23. | (46–40)           |       |                     |  |

A 7–12. helyért
- A táblázat tartalmazza
  - az A csoportban lejátszott Csehszlovákia–India 133–65-ös,
  - a B csoportban lejátszott Lengyelország–Szenegál 84–64-es,
  - a C csoportban lejátszott Ausztrália–Svédország 64–55-ös eredményét is.

| Csapat              | M | Gy | V | P+  | P–  | Pk   |
| ------------------- | - | -- | - | --- | --- | ---- |
| Lengyelország (POL) | 5 | 4  | 1 | 453 | 359 | +94  |
| Ausztrália (AUS)    | 5 | 4  | 1 | 417 | 381 | +36  |
| Csehszlovákia (TCH) | 5 | 3  | 2 | 474 | 377 | +97  |
| Svédország (SWE)    | 5 | 3  | 2 | 375 | 341 | +34  |
| Szenegál (SEN)      | 5 | 1  | 4 | 345 | 396 | –51  |
| India (IND)         | 5 | 0  | 5 | 329 | 539 | –210 |

| 1980. július 25. | Ausztrália (AUS) | 91–86 | Csehszlovákia (TCH) |  |
| 1980. július 25. | (41–44)          |       |                     |  |

| 1980. július 26. | Csehszlovákia (TCH) | 83–61 | Svédország (SWE) |  |
| 1980. július 26. | (39–35)             |       |                  |  |

| 1980. július 27. | Lengyelország (POL) | 88–84 | Csehszlovákia (TCH) |  |
| 1980. július 27. | (46–48)             |       |                     |  |

| 1980. július 28. | Csehszlovákia (TCH) | 88–72 | Szenegál (SEN) |  |
| 1980. július 28. | (50–36)             |       |                |  |

| Csapat              | Helyezés |
| ------------------- | -------- |
| Csehszlovákia (TCH) | 9.       |

## Labdarúgás
| Csehszlovák labdarúgócsapat-játékoskeret | Csehszlovák labdarúgócsapat-játékoskeret                                                                                  |
| --- | --- |
| - Stanislav Seman - Luděk Macela - Josef Mazura - Libor Radimec - Zdeněk Rygel - Oldřich Rott - Luboš Pokluda - Petr Němec - František Štambachr | - Jan Berger - Ladislav Vízek - Jindřich Svoboda - Verner Lička - Rostislav Václavíček - Zdeněk Šreiner - František Kunzo |

### Eredmények
Csoportkör
B csoport
| Csapat        | M | Gy | D | V | G+ | G– | Gk | P |
| ------------- | - | -- | - | - | -- | -- | -- | - |
| Csehszlovákia | 3 | 1  | 2 | 0 | 4  | 1  | +3 | 4 |
| Kuvait        | 3 | 1  | 2 | 0 | 4  | 2  | +2 | 4 |
| Kolumbia      | 3 | 1  | 1 | 1 | 2  | 4  | –2 | 3 |
| Nigéria       | 3 | 0  | 1 | 2 | 2  | 5  | –3 | 1 |

| 1980. július 21. 12:00 |

| Csehszlovákia (TCH)              | 3–0               | Kolumbia |
| -------------------------------- | ----------------- | -------- |
| Pokluda 14' Berger 18' Vízek 85' | (2–0) Jegyzőkönyv |          |

| Kirov Stadion, Leningrád Játékvezető: Belaid Lacarne (algériai) |

| 1980. július 23. 12:00 |

| Csehszlovákia (TCH) | 1–1               | Nigéria   |
| ------------------- | ----------------- | --------- |
| Vízek 25'           | (1–0) Jegyzőkönyv | Nwosu 84' |

| Kirov Stadion, Leningrád Játékvezető: Enrique Labo Revoredo (perui) |

| 1980. július 25. 12:00 |

| Csehszlovákia (TCH) | 0–0         | Kuvait |
| ------------------- | ----------- | ------ |
|                     | Jegyzőkönyv |        |

| Kirov Stadion, Leningrád Játékvezető: Riccardo Lattanzi (olasz) |

Negyeddöntő
| 1980. július 27. 12:00 |

| Csehszlovákia (TCH)       | 3–0               | Kuba |
| ------------------------- | ----------------- | ---- |
| Vízek 29' 59' Pokluda 90' | (1–0) Jegyzőkönyv |      |

| Kirov Stadion, Leningrád Játékvezető: Enrique Labo Revoredo (perui) |

Elődöntő
| 1980. július 29. 13:00 |

| Csehszlovákia (TCH)  | 2–0               | Jugoszlávia |
| -------------------- | ----------------- | ----------- |
| Lička 4' Sreiner 18' | (2–0) Jegyzőkönyv |             |

| Dinamo Stadion, Moszkva Nézőszám: 48 000 Játékvezető: Franz Wöhrer (osztrák) |

Döntő
| 1980. augusztus 2. 12:00 |

| Csehszlovákia (TCH) | 1–0               | NDK |
| ------------------- | ----------------- | --- |
| Svoboda 77'         | (0–0) Jegyzőkönyv |     |

| Lenin Stadion, Moszkva Nézőszám: 70 000 Játékvezető: Eldar Azim Zade (szovjet) |

| Csapat              | Helyezés |
| ------------------- | -------- |
| Csehszlovákia (TCH) |          |

## Műugrás
Női
| Versenyző                 | Versenyszám        | Selejtező | Selejtező | Döntő   | Döntő    |
| Versenyző                 | Versenyszám        | Pont      | Helyezés  | Pont    | Helyezés |
| ------------------------- | ------------------ | --------- | --------- | ------- | -------- |
| Heidemarie Bártová-Grécká | Egyéni műugrás     | 390,390   | 13.       | kiesett | kiesett  |
| Dana Chmelařová           | Egyéni toronyugrás | 309,120   | 12.       | kiesett | kiesett  |

## Ökölvívás
| Versenyző       | Versenyszám   | Selejtező         | 32-es főtábla                  | Nyolcaddöntő                      | Negyeddöntő             | Elődöntő                     | Döntő             | Helyezés |
| Versenyző       | Versenyszám   | Ellenfél Eredmény | Ellenfél Eredmény              | Ellenfél Eredmény                 | Ellenfél Eredmény       | Ellenfél Eredmény            | Ellenfél Eredmény | Helyezés |
| --------------- | ------------- | ----------------- | ------------------------------ | --------------------------------- | ----------------------- | ---------------------------- | ----------------- | -------- |
| Miroslav Šandor | Pehelysúly    | erőnyerő          | Dejan Marović (YUG) · 0:5      | kiesett                           | kiesett                 | kiesett                      | kiesett           | 17.      |
| Miroslav Pavlov | Váltósúly     |                   | Kazimierz Szczerba (POL) · RSC | kiesett                           | kiesett                 | kiesett                      | kiesett           | 17.      |
| Ján Franek      | Nagyváltósúly |                   | Benedetto Gravina (ITA) · KO   | Zselju Sztefanov (BUL) · kizárták | Wilson Kaoma (ZAM) · KO | Armando Martínez (CUB) · RSC | kiesett           |          |

RSC – a mérkőzésvezető megállította a mérkőzést

## Öttusa
| Versenyző                                 | Versenyszám | Lovaglás | Lovaglás | Lovaglás | Lovaglás | Vívás    | Vívás | Vívás | Lövészet | Lövészet | Lövészet | Úszás    | Úszás | Úszás | Futás   | Futás | Futás | Összesen    | Összesen |
| Versenyző                                 | Versenyszám | Idő      | Bünt.    | Pont     | Hely.    | Eredmény | Pont  | Hely. | Pontszám | Pont     | Hely.    | Idő      | Pont  | Hely. | Idő     | Pont  | Hely. | Összes pont | Helyezés |
| ----------------------------------------- | ----------- | -------- | -------- | -------- | -------- | -------- | ----- | ----- | -------- | -------- | -------- | -------- | ----- | ----- | ------- | ----- | ----- | ----------- | -------- |
| Milan Kadlec                              | Egyéni      | 2:07,2   | 16       | 1084     | 8.       | 21–21    | 792   | 20.   | 198      | 1088     | 3.       | 3:43,253 | 1088  | 34.   | 13:16,1 | 1177  | 7.    | 5229        | 8.       |
| Jan Bártů                                 | Egyéni      | 2:04,8   | 130      | 970      | 36.      | 20–22    | 766   | 21.   | 197      | 1066     | 8.       | 3:21,619 | 1260  | 3.    | 13:43,9 | 1096  | 19.   | 5158        | 16.      |
| Bohumil Starnovský                        | Egyéni      | 1:53,2   | 0        | 1100     | 1.       | 19–23    | 740   | 27.   | 191      | 890      | 33.      | 3:34,624 | 1156  | 18.   | 13:53,3 | 1066  | 25.   | 4952        | 26.      |
| Milan Kadlec Jan Bártů Bohumil Starnovský | Csapat      |          |          | 3154     | 3.       |          | 2298  | 8.    |          | 3044     | 5.       |          | 3504  | 5.    |         | 3339  | 6.    | 15 339      | 6.       |

## Röplabda

### Férfi
| Csehszlovák férfi röplabdacsapat-játékoskeret                                            | Csehszlovák férfi röplabdacsapat-játékoskeret                                                 |
| ---------------------------------------------------------------------------------------- | --------------------------------------------------------------------------------------------- |
| - Cyril Krejčí - Igor Prieložný - Ján Cifra - Ján Repák - Jaroslav Kopet - Jaroslav Šmíd | - Josef Novotný - Josef Pick - Pavel Řeřábek - Pavel Valach - Vlado Sirvoň - Vlastimil Lenert |

#### Eredmények
Csoportkör
A csoport
|                     |      | Mérkőzések | Mérkőzések | Szettek | Szettek | Szettek | Pontok | Pontok | Pontok |
| Csapat              | Pont | Gy         | V          | Sz+     | Sz–     | SzA     | P+     | P–     | PA     |
| ------------------- | ---- | ---------- | ---------- | ------- | ------- | ------- | ------ | ------ | ------ |
| Szovjetunió (URS)   | 8    | 4          | 0          | 12      | 1       | 12,000  | 193    | 122    | 1,582  |
| Bulgária (BUL)      | 7    | 3          | 1          | 9       | 5       | 1,800   | 171    | 149    | 1,148  |
| Kuba (CUB)          | 5    | 1          | 3          | 6       | 9       | 0,667   | 181    | 178    | 1,017  |
| Csehszlovákia (TCH) | 5    | 1          | 3          | 6       | 11      | 0,545   | 180    | 230    | 0,783  |
| Olaszország (ITA)   | 5    | 1          | 3          | 4       | 11      | 0,364   | 145    | 191    | 0,759  |

| 1980. július 20. 19:30 | Szovjetunió (URS)           | 3–1 | Csehszlovákia (TCH) |  |
| 1980. július 20. 19:30 | (15–13, 15–10, 13–15, 15–7) |     |                     |  |

| 1980. július 22. 19:30 | Olaszország (ITA)               | 3–2 | Csehszlovákia (TCH) |  |
| 1980. július 22. 19:30 | (8–15, 15–5, 10–15, 15–8, 15–7) |     |                     |  |

| 1980. július 24. 19:30 | Bulgária (BUL)      | 3–0 | Csehszlovákia (TCH) |  |
| 1980. július 24. 19:30 | (15–12, 15–5, 15–7) |     |                     |  |

| 1980. július 26. 17:30 | Csehszlovákia (TCH)               | 3–2 | Kuba (CUB) |  |
| 1980. július 26. 17:30 | (15–11, 13–15, 2–15, 16–14, 15–9) |     |            |  |

Az 5–8. helyért
| 1980. július 31. 17:30 | Brazília (BRA)       | 3–0 | Csehszlovákia (TCH) |  |
| 1980. július 31. 17:30 | (16–14, 15–11, 15–9) |     |                     |  |

A 7. helyért
| 1980. július 31. 17:30 | Kuba (CUB)                 | 3–1 | Csehszlovákia (TCH) |  |
| 1980. július 31. 17:30 | (14–16, 15–7, 15–10, 15–6) |     |                     |  |

| Csapat              | Helyezés |
| ------------------- | -------- |
| Csehszlovákia (TCH) | 8.       |

## Sportlövészet
Nyílt
| Versenyző       | Versenyszám           | Pont                | Helyezés |
| --------------- | --------------------- | ------------------- | -------- |
| Vladimír Hurt   | Gyorstüzelő pisztoly  | 583                 | 26.      |
| Ivan Némethy    | Szabadpisztoly        | 557                 | 13.      |
| Jiří Vogler     | Sportpuska, fekvő     | 591                 | 32.      |
| Adolf Jakeš     | Sportpuska, fekvő     | 593                 | 20.      |
| Adolf Jakeš     | Sportpuska, összetett | 1140                | 24.      |
| Jaroslav Pekař  | Sportpuska, összetett | 1142                | 22.      |
| Bohumír Pokorný | Futócéllövészet       | 564                 | 14.      |
| Jiří Bachroň    | Futócéllövészet       | 554                 | 18.      |
| Josef Hojný     | Trap                  | 196 (szétlövés: 23) | 4.       |
| Josef Machan    | Trap                  | 189                 | 11.      |
| Pavel Pulda     | Skeet                 | 196 (szétlövés: 24) | 4.       |
| Josef Panáček   | Skeet                 | 194                 | 11.      |

## Súlyemelés
| Versenyző        | Versenyszám | Szakítás                 | Szakítás                 | Lökés    | Lökés    | Összesen | Helyezés |
| Versenyző        | Versenyszám | Eredmény                 | Helyezés                 | Eredmény | Helyezés | Összesen | Helyezés |
| ---------------- | ----------- | ------------------------ | ------------------------ | -------- | -------- | -------- | -------- |
| František Nedvěd | 60 kg       | 122,5                    | 5.                       | 150,0    | 6.       | 272,5    | 6.       |
| Dušan Drška      | 67,5 kg     | 130,0                    | 9.                       | 160,0    | 9.       | 290,0    | 9.       |
| Dušan Poliačik   | 82,5 kg     | 160,0                    | 3.                       | 207,5    | 2.       | 367,5    | 3.       |
| Dalibor Řehák    | 90 kg       | 165,0                    | 3.                       | 200,0    | 4.       | 365,0    | 4.       |
| Lubomír Sršeň    | 90 kg       | 160,0                    | 6.                       | 197,5    | 6.       | 357,5    | 6.       |
| Ota Zaremba      | 100 kg      | 180,0                    | 1.                       | 215,0    | 2.       | 395,0    |          |
| Anton Baraniak   | 100 kg      | 165,0                    | 8.                       | 210,0    | 5.       | 375,0    | 7.       |
| Pavel Khek       | 110 kg      | érvényes kísérlet nélkül | érvényes kísérlet nélkül | kiesett  | kiesett  | kiesett  | kiesett  |
| Rudolf Strejček  | +110 kg     | 182,5                    | 2.                       | 220,0    | 4.       | 402,5    | 4.       |
| Bohuslav Braum   | +110 kg     | 180,0                    | 4.                       | 217,5    | 6.       | 397,5    | 5.       |

## Torna
Férfi
| Versenyző                                                                     | Versenyszám      | Selejtező | Selejtező | Döntő    | Döntő    |
| Versenyző                                                                     | Versenyszám      | Pontszám  | Helyezés  | Pontszám | Helyezés |
| ----------------------------------------------------------------------------- | ---------------- | --------- | --------- | -------- | -------- |
| Jiří Tabák                                                                    | Talaj            | 19,65     | 3.        | 9,825    | 4.       |
| Jiří Tabák                                                                    | Ugrás            | 19,75     | 2.        | 9,875    | 6.       |
| Jiří Tabák                                                                    | Korlát           | 19,05     | 21.       | kiesett  | kiesett  |
| Jiří Tabák                                                                    | Nyújtó           | 18,85     | 20.       | kiesett  | kiesett  |
| Jiří Tabák                                                                    | Gyűrű            | 19,60     | 5.        | 9,800    |          |
| Jiří Tabák                                                                    | Lólengés         | 19,05     | 25.       | kiesett  | kiesett  |
| Jiří Tabák                                                                    | Egyéni összetett | 115,95    | 10.       | 115,675  | 8.       |
| Rudolf Babiak                                                                 | Talaj            | 18,75     | 33.       | kiesett  | kiesett  |
| Rudolf Babiak                                                                 | Ugrás            | 19,15     | 38.       | kiesett  | kiesett  |
| Rudolf Babiak                                                                 | Korlát           | 18,85     | 36.       | kiesett  | kiesett  |
| Rudolf Babiak                                                                 | Nyújtó           | 18,70     | 26.       | kiesett  | kiesett  |
| Rudolf Babiak                                                                 | Gyűrű            | 19,45     | 10.       | kiesett  | kiesett  |
| Rudolf Babiak                                                                 | Lólengés         | 19,20     | 19.       | kiesett  | kiesett  |
| Rudolf Babiak                                                                 | Egyéni összetett | 114,10    | 19.       | 113,550  | 21.      |
| Jan Zoulík                                                                    | Talaj            | 18,90     | 26.       | kiesett  | kiesett  |
| Jan Zoulík                                                                    | Ugrás            | 19,25     | 30.       | kiesett  | kiesett  |
| Jan Zoulík                                                                    | Korlát           | 18,95     | 28.       | kiesett  | kiesett  |
| Jan Zoulík                                                                    | Nyújtó           | 18,55     | 34.       | kiesett  | kiesett  |
| Jan Zoulík                                                                    | Gyűrű            | 19,25     | 17.       | kiesett  | kiesett  |
| Jan Zoulík                                                                    | Lólengés         | 18,80     | 32.       | kiesett  | kiesett  |
| Jan Zoulík                                                                    | Egyéni összetett | 113,70    | 24.       | 113,100  | 25.      |
| Miloslav Kučeřík                                                              | Talaj            | 18,75     | 33.       | kiesett  | kiesett  |
| Miloslav Kučeřík                                                              | Ugrás            | 19,20     | 35.       | kiesett  | kiesett  |
| Miloslav Kučeřík                                                              | Korlát           | 18,80     | 39.       | kiesett  | kiesett  |
| Miloslav Kučeřík                                                              | Nyújtó           | 17,55     | 62.       | kiesett  | kiesett  |
| Miloslav Kučeřík                                                              | Gyűrű            | 18,65     | 34.       | kiesett  | kiesett  |
| Miloslav Kučeřík                                                              | Lólengés         | 19,15     | 22.       | kiesett  | kiesett  |
| Miloslav Kučeřík                                                              | Egyéni összetett | 112,10    | 38.       | kiesett  | kiesett  |
| Jan Migdau                                                                    | Talaj            | 18,90     | 26.       | kiesett  | kiesett  |
| Jan Migdau                                                                    | Ugrás            | 19,25     | 30.       | kiesett  | kiesett  |
| Jan Migdau                                                                    | Korlát           | 18,70     | 41.       | kiesett  | kiesett  |
| Jan Migdau                                                                    | Nyújtó           | 18,60     | 31.       | kiesett  | kiesett  |
| Jan Migdau                                                                    | Gyűrű            | 18,80     | 30.       | kiesett  | kiesett  |
| Jan Migdau                                                                    | Lólengés         | 17,70     | 55.       | kiesett  | kiesett  |
| Jan Migdau                                                                    | Egyéni összetett | 111,95    | 40.       | kiesett  | kiesett  |
| Jozef Konečný                                                                 | Talaj            | 18,50     | 43.       | kiesett  | kiesett  |
| Jozef Konečný                                                                 | Ugrás            | 19,60     | 9.        | kiesett  | kiesett  |
| Jozef Konečný                                                                 | Korlát           | 19,10     | 18.       | kiesett  | kiesett  |
| Jozef Konečný                                                                 | Nyújtó           | 18,00     | 56.       | kiesett  | kiesett  |
| Jozef Konečný                                                                 | Gyűrű            | 18,55     | 37.       | kiesett  | kiesett  |
| Jozef Konečný                                                                 | Lólengés         | 17,60     | 58.       | kiesett  | kiesett  |
| Jozef Konečný                                                                 | Egyéni összetett | 111,35    | 43.       | kiesett  | kiesett  |
| Jiří Tabák Rudolf Babiak Jan Zoulík Miloslav Kučeřík Jan Migdau Jozef Konečný | Csapat összetett |           |           | kiesett  | kiesett  |

Női
| Versenyző                                                                                 | Versenyszám      | Selejtező | Selejtező | Döntő    | Döntő    |
| Versenyző                                                                                 | Versenyszám      | Pontszám  | Helyezés  | Pontszám | Helyezés |
| ----------------------------------------------------------------------------------------- | ---------------- | --------- | --------- | -------- | -------- |
| Radka Zemanová                                                                            | Talaj            | 19,45     | 18.       | kiesett  | kiesett  |
| Radka Zemanová                                                                            | Ugrás            | 19,40     | 23.       | kiesett  | kiesett  |
| Radka Zemanová                                                                            | Felemás korlát   | 19,55     | 16.       | kiesett  | kiesett  |
| Radka Zemanová                                                                            | Gerenda          | 19,60     | 10.       | 19,650   | 5.       |
| Radka Zemanová                                                                            | Egyéni összetett | 78,00     | 15.       | 77,850   | 10.      |
| Jana Labáková                                                                             | Talaj            | 19,75     | 8.        | 19,725   | 6.       |
| Jana Labáková                                                                             | Ugrás            | 19,65     | 12.       | kiesett  | kiesett  |
| Jana Labáková                                                                             | Felemás korlát   | 19,15     | 27.       | kiesett  | kiesett  |
| Jana Labáková                                                                             | Gerenda          | 19,30     | 22.       | kiesett  | kiesett  |
| Jana Labáková                                                                             | Egyéni összetett | 77,85     | 18.       | 77,675   | 11.      |
| Eva Marečková                                                                             | Talaj            | 19,25     | 26.       | kiesett  | kiesett  |
| Eva Marečková                                                                             | Ugrás            | 19,70     | 9.        | kiesett  | kiesett  |
| Eva Marečková                                                                             | Felemás korlát   | 19,70     | 9.        | kiesett  | kiesett  |
| Eva Marečková                                                                             | Gerenda          | 19,40     | 17.       | kiesett  | kiesett  |
| Eva Marečková                                                                             | Egyéni összetett | 78,05     | 14.       | 77,375   | 12.      |
| Katarína Šarišská                                                                         | Talaj            | 19,40     | 19.       | kiesett  | kiesett  |
| Katarína Šarišská                                                                         | Ugrás            | 19,05     | 31.       | kiesett  | kiesett  |
| Katarína Šarišská                                                                         | Felemás korlát   | 19,60     | 14.       | kiesett  | kiesett  |
| Katarína Šarišská                                                                         | Gerenda          | 19,50     | 14.       | kiesett  | kiesett  |
| Katarína Šarišská                                                                         | Egyéni összetett | 77,55     | 19.       | kiesett  | kiesett  |
| Dana Brýdlová                                                                             | Talaj            | 19,30     | 24.       | kiesett  | kiesett  |
| Dana Brýdlová                                                                             | Ugrás            | 18,90     | 35.       | kiesett  | kiesett  |
| Dana Brýdlová                                                                             | Felemás korlát   | 19,40     | 22.       | kiesett  | kiesett  |
| Dana Brýdlová                                                                             | Gerenda          | 19,45     | 15.       | kiesett  | kiesett  |
| Dana Brýdlová                                                                             | Egyéni összetett | 77,05     | 26.       | kiesett  | kiesett  |
| Anita Šauerová                                                                            | Talaj            | 19,20     | 28.       | kiesett  | kiesett  |
| Anita Šauerová                                                                            | Ugrás            | 18,80     | 38.       | kiesett  | kiesett  |
| Anita Šauerová                                                                            | Felemás korlát   | 19,15     | 27.       | kiesett  | kiesett  |
| Anita Šauerová                                                                            | Gerenda          | 18,90     | 29.       | kiesett  | kiesett  |
| Anita Šauerová                                                                            | Egyéni összetett | 76,05     | 33.       | kiesett  | kiesett  |
| Eva Marečková Jana Labáková Katarína Šarišská Dana Brýdlová Anita Šauerová Radka Zemanová | Csapat összetett |           |           | kiesett  | kiesett  |

## Úszás
Férfi
| Versenyző                                            | Versenyszám          | Előfutam | Előfutam | Előfutam | Elődöntő | Elődöntő | Elődöntő | Döntő   | Döntő    |
| Versenyző                                            | Versenyszám          | Idő      | Hely.    | Össz.    | Idő      | Hely.    | Össz.    | Idő     | Helyezés |
| ---------------------------------------------------- | -------------------- | -------- | -------- | -------- | -------- | -------- | -------- | ------- | -------- |
| Radek Havel                                          | 400 m gyors          | 4:05,71  | 6.       | 25.      |          |          |          | kiesett | kiesett  |
| Radek Havel                                          | 200 m gyors          | 1:55,07  | 6.       | 22.      |          |          |          | kiesett | kiesett  |
| Petr Adamec                                          | 200 m gyors          | 1:55,84  | 4.       | 28.      |          |          |          | kiesett | kiesett  |
| Petr Adamec                                          | 400 m gyors          | 4:03,97  | 5.       | 21.      |          |          |          | kiesett | kiesett  |
| Daniel Machek                                        | 400 m gyors          | 3:57,02  | 2.       | 8.       |          |          |          | 3:55,66 | 5.       |
| Daniel Machek                                        | 1500 m gyors         | 15:39,73 | 4.       | 10.      |          |          |          | kiesett | kiesett  |
| Daniel Machek                                        | 400 m vegyes         | 4:28,66  | 3.       | 6.       |          |          |          | 4:29,86 | 8.       |
| Miloslav Roľko                                       | 400 m vegyes         | 4:29,19  | 2.       | 8.       |          |          |          | 4:26,99 | 6.       |
| Miloslav Roľko                                       | 100 m hát            | 58,15    | 3.       | 8.       | 57,97    | 4.       | 6.       | 57,74   | 4.       |
| Miloslav Roľko                                       | 200 m hát            | 2:05,13  | 2.       | 10.      |          |          |          | kiesett | kiesett  |
| Miloslav Roľko                                       | 100 m pillangó       | 56,36    | 3.       | 11.      | 56,16    | 6.       | 10.      | kiesett | kiesett  |
| Daniel Machek Miloslav Roľko Petr Adamec Radek Havel | 4 × 200 m gyorsváltó | 7:42,18  | 5.       | 9.       |          |          |          | kiesett | kiesett  |

Női
| Versenyző          | Versenyszám | Előfutam | Előfutam | Előfutam | Döntő   | Döntő    |
| Versenyző          | Versenyszám | Idő      | Hely.    | Össz.    | Idő     | Helyezés |
| ------------------ | ----------- | -------- | -------- | -------- | ------- | -------- |
| Irena Fleissnerová | 100 m mell  | 1:13,35  | 4.       | 11.      | kiesett | kiesett  |
| Irena Fleissnerová | 200 m mell  | 2:32,79  | 2.       | 2.       | 2:33,23 | 5.       |

## Vitorlázás
Nyílt
| Versenyző                     | Versenyszám     | Futam  | Futam | Futam  | Futam | Futam | Futam | Futam | Pontszám | Helyezés |
| Versenyző                     | Versenyszám     | 1      | 2     | 3      | 4     | 5     | 6     | 7     | Pontszám | Helyezés |
| ----------------------------- | --------------- | ------ | ----- | ------ | ----- | ----- | ----- | ----- | -------- | -------- |
| Josef Šenkýř                  | Finn dingi      | (28,0) | 19,0  | 20,0   | 21,0  | 17,0  | 19,0  | 8,0   | 104,0    | 14.      |
| Ivan Brandejs Václav Brandejs | Repülő hollandi | 16,0   | 16,0  | (18,0) | 18,0  | 18,0  | 18,0  | 17,0  | 103,0    | 12.      |

## Vívás
Férfi
| Versenyző                                                         | Versenyszám       | Selejtező | Selejtező | Selejtező | Selejtező | Főtábla                         | Főtábla                                      | Vigaszág                   | Vigaszág                          | Vigaszág                  | Döntő                                  | Döntő                                  | Helyezés |
| Versenyző                                                         | Versenyszám       | 1. kör | 1. kör    | 2. kör | 2. kör    | 1. kör                          | 2. kör                                       | 1. kör                     | 2. kör                            | 3. kör                    | Döntő                                  | Döntő                                  | Helyezés |
| Versenyző                                                         | Versenyszám       | Ellenfél Eredmény | Hely.     | Ellenfél Eredmény | Hely.     | Ellenfél Eredmény               | Ellenfél Eredmény                            | Ellenfél Eredmény          | Ellenfél Eredmény                 | Ellenfél Eredmény         | Ellenfél Eredmény                      | Hely.                                  | Helyezés |
| ----------------------------------------------------------------- | ----------------- | --- | --------- | --- | --------- | ------------------------------- | -------------------------------------------- | -------------------------- | --------------------------------- | ------------------------- | -------------------------------------- | -------------------------------------- | -------- |
| František Koukal                                                  | Tőr, egyéni       | 3. csoport · Kifah Al-Mutawa (KUW) · 5–3 · Stéphane Ganeff (BEL) · 1–5 · Klaus Kotzmann (GDR) · 4–5 · Didier Flament (FRA) · 3–5   | 4.        | kiesett | kiesett   | kiesett                         | kiesett                                      | kiesett                    | kiesett                           | kiesett                   | kiesett                                | kiesett                                | 29.      |
| Jaroslav Jurka                                                    | Tőr, egyéni       | 7. csoport · András Papp (HUN) · 3–5 · Szabirzsan Ruzijev (URS) · 5–4 · Frédéric Pietruszka (FRA) · 3–5                            | 3.        | 1. csoport · Hartmuth Behrens (GDR) · 2–5 · Thierry Soumagne (BEL) · 5–3 · Rob Bruniges (GBR) · 5–0 · Greg Benko (AUS) · 5–4 · Kuki Péter (ROU) · 3–5             | 2.        | Aljakszandr Ramanykov (URS) · V |                                              | Hartmuth Behrens (GDR) · V | kiesett                           | kiesett                   | kiesett                                | kiesett                                | 13.      |
| Jaroslav Jurka                                                    | Párbajtőr, egyéni | 4. csoport · Neal Mallett (GBR) · 5–2 · Angelo Mazzoni (ITA) · 5–4 · Alekszandr Mozsajev (URS) · 5–5 · Efigenio Favier (CUB) · 5–3 | 1.        | 4. csoport · Alekszandr Abusahmetov (URS) · 4–5 · Stéphane Ganeff (BEL) · 5–2 · Patrick Picot (FRA) · 5–4 · Steven Paul (GBR) · 5–2 · Osztrics István (HUN) · 5–1 | 1.        | Osztrics István (HUN) · V       |                                              | Stefano Bellone (ITA) · GY | Alekszandr Abusahmetov (HUN) · GY | Philippe Riboud (HUN) · V | kiesett                                | kiesett                                | 7.       |
| Oldřich Kubišta                                                   | Párbajtőr, egyéni | 6. csoport · Octavian Zidaru (ROU) · 3–5 · Osama Al-Khurafi (KUW) · 5–3 · Stefano Bellone (ITA) · 5–4 · Kolczonay Ernő (HUN) · 5–5 | 3.        | 3. csoport · Greg Benko (AUS) · 5–4 · Andrzej Lis (POL) · 2–5 · Pethő László (HUN) · 1–5 · Johan Harmenberg (SWE) · 4–5 · Philippe Riboud (FRA) · 2–5             | 6.        | kiesett                         | kiesett                                      | kiesett                    | kiesett                           | kiesett                   | kiesett                                | kiesett                                | 21.      |
| Jiří Douba                                                        | Párbajtőr, egyéni | 3. csoport · Heriberto González (CUB) · 5–2 · Osztrics István (HUN) · 3–5 · Johan Harmenberg (SWE) · 2–5 · Ioan Popa (ROU) · 2–5   | 4.        | kiesett | kiesett   | kiesett                         | kiesett                                      | kiesett                    | kiesett                           | kiesett                   | kiesett                                | kiesett                                | 31.      |
| Jaroslav Jurka Jaromír Holub Jiří Douba Jiří Adam Oldřich Kubišta | Párbajtőr, csapat | 3. csoport · Magyarország (HUN) · 1–9 · Finnország (FIN) · 13–3 ·                                                                  | 2.        | |           | Franciaország (FRA) · 3–9       | Az 5–8. helyért · Nagy-Britannia (GBR) · 9–4 |                            |                                   |                           | Az 5. helyért · Svédország (SWE) · 2–9 | Az 5. helyért · Svédország (SWE) · 2–9 | 6.       |

Női
| Versenyző                | Versenyszám | Selejtező | Selejtező | Selejtező | Selejtező | Főtábla                    | Főtábla                    | Vigaszág          | Vigaszág                 | Vigaszág                         | Döntő             | Döntő   | Helyezés |
| Versenyző                | Versenyszám | 1. kör | 1. kör    | 2. kör | 2. kör    | 1. kör                     | 2. kör                     | 1. kör            | 2. kör                   | 3. kör                           | Döntő             | Döntő   | Helyezés |
| Versenyző                | Versenyszám | Ellenfél Eredmény | Hely.     | Ellenfél Eredmény | Hely.     | Ellenfél Eredmény          | Ellenfél Eredmény          | Ellenfél Eredmény | Ellenfél Eredmény        | Ellenfél Eredmény                | Ellenfél Eredmény | Hely.   | Helyezés |
| ------------------------ | ----------- | --- | --------- | --- | --------- | -------------------------- | -------------------------- | ----------------- | ------------------------ | -------------------------------- | ----------------- | ------- | -------- |
| Katarína Lokšová-Ráczová | Tőr, egyéni | 4. csoport · Helen Smith (AUS) · 5–3 · Jolanta Królikowska (POL) · 5–4 · Tordasi Ildikó (HUN) · 5–2 · Sabine Hertrampf (GDR) · 4–5 · Dorina Vaccaroni (ITA) · 2–5 | 2.        | 1. csoport · Suzana Ardeleanu (ROU) · 5–1 · Anna Rita Sparaciari (ITA) · 5–2 · Valentyina Szidorova (URS) · 5–4 · Maros Magda (HUN) · 3–5 · Clara Alfonso (CUB) · 2–5 | 4.        | Delfina Skąpska (POL) · GY | Dorina Vaccaroni (ITA) · V |                   | Jelena Belova (URS) · GY | Ecaterina Stahl-Iencic (ROU) · V | kiesett           | kiesett | 7.       |